# Damião
Damião là một đô thị thuộc bang Paraíba, Brasil. Đô thị này có diện tích 109,76 km², dân số năm 2007 là 4449 người, mật độ 40,5 người/km².